# Acrocordia
Acrocordia is een geslacht van korstmossen dat behoort tot de familie Monoblastiaceae. De typesoort is Acrocordia garovaglii.

## Soorten
Volgens Index Fungorum bevat het geslacht 26 soorten (peildatum januari 2022):
| Soortnaam                                  | Auteur(s)                            | Publicatiejaar |
| ------------------------------------------ | ------------------------------------ | -------------- |
| Acrocordia cavata (Wilgenwrat)             | (Ach.) R.C. Harris                   | 1974           |
| Acrocordia conoidea (Kleine kalksteenwrat) | (Fr.) Körb.                          | 1855           |
| Acrocordia decussata                       | Kremp.                               | 1862           |
| Acrocordia dimorpha                        | Körb.                                | 1855           |
| Acrocordia endobrya                        | (Döbbeler & Poelt) Lücking & Aptroot | 2020           |
| Acrocordia epipolaea                       | (Ach.) A.L. Sm.                      | 1911           |
| Acrocordia galbana                         | Kremp.                               | 1855           |
| Acrocordia garovaglii                      | A. Massal.                           | 1854           |
| Acrocordia gemmata (Iepenwrat)             | (Ach.) A. Massal.                    | 1854           |
| Acrocordia glacialis                       | Bagl. & Carestia                     | 1865           |
| Acrocordia glauca                          | Körb.                                | 1855           |
| Acrocordia ligustica                       | A. Massal.                           | 1855           |
| Acrocordia macrocarpa                      | Körb.                                | 1863           |
| Acrocordia macrospora (Granietwrat)        | A. Massal.                           | 1855           |
| Acrocordia megalospora                     | (Fink) R.C. Harris                   | 1987           |
| Acrocordia platyseptata                    | (Zahlbr.) C.W. Dodge                 | 1948           |
| Acrocordia polycarpa                       | (Körb.) Körb.                        | 1863           |
| Acrocordia polycarpa                       | d dealbata J. Lahm                   | 1885           |
| Acrocordia salweyi (Grote kalksteenwrat)   | (Leight. ex Nyl.) A.L. Sm.           | 1911           |
| Acrocordia scotofora                       | A. Massal.                           | 1855           |
| Acrocordia scotophora                      | A. Massal.                           | 1855           |
| Acrocordia sphaeroides                     | (Wallr.) Arnold                      | 1885           |
| Acrocordia subglobosa                      | (Vězda) Poelt & Vězda                | 1977           |
| Acrocordia tersa                           | Körb.                                | 1855           |
| Acrocordia triseptata                      | (Nyl.) Vězda                         | 1977           |
| Acrocordia virella                         | G. Merr. ex Zahlbr.                  | 1933           |